# IJskruidfamilie
De ijskruidfamilie (Aizoaceae) is een familie van kruidachtige planten in de orde Caryophyllales. Tot deze familie behoren voornamelijk vlezige kruiden of struiken met vlezige bladeren, zoals onder andere het geslacht Lithops. De meeste soorten komen voor in warme streken, zoals Zuid-Afrika (Lapidaria margaretae), en zijn goed aangepast aan het leven op droge plaatsen.
Ook de leden van de voormalige familie Mesembryanthemaceae worden nu in deze familie geplaatst. Ze vormen een belangrijk onderdeel van de vegetatie van de Succulenten-Karoo.
De bloemen doen wel iets denken aan grote madeliefjes, maar dat is enkel bij zeer oppervlakkige beschouwing. Planten uit de ijskruidfamilie hebben geen bloemhoofdjes, zoals bij de composietenfamilie.
Een bekend lid van de familie is de ijsplant (Dorotheanthus bellidiformis), die een geliefde tuinplant is. De hottentotvijg (Carpobrotus edulis, zie afbeelding) is een soort uit Zuid-Afrika die ook in Europa verwilderd voorkomt. Nog een plant uit Zuid-Afrika is kauwgoed (Sceletium tortuosum) die psycho-actieve stoffen bevat. Het ijskruid ( Mesembryanthemum crystallinum) komt oorspronkelijk voor in Zuidwest Afrika, maar komt ook verwilderd voor in het Middellandse Zeegebied en wordt gegeten als bladgroente.
Nieuw-Zeelandse spinazie (Tetragonia tetragonioides) is ook een lid van deze familie en deze wordt ook als groente gegeten.
Er is geen werkelijke overeenstemming over de interne taxonomie van de familie.

## Geslachten[1]
- Acrodon N.E.Br.
- Acrosanthes Eckl. & Zeyh.
- Aizoanthemopsis Klak
- Aizoanthemum Dinter ex Friedrich
- Aizoon L.
- Aloinopsis Schwantes
- Amphibolia L.Bolus ex Herre
- Antegibbaeum Schwantes ex C.Weber
- Antimima N.E.Br.
- Apatesia N.E.Br.
- Argyroderma N.E.Br.
- Astridia Dinter
- Bergeranthus Schwantes
- Braunsia Schwantes
- Brianhuntleya Chess., S.A.Hammer & I.Oliv.
- Calamophyllum Schwantes
- Carpanthea N.E.Br.
- Carpobrotus N.E.Br.
- × Carruanthophyllum G.D.Rowley
- Carruanthus (Schwantes) Schwantes
- Cephalophyllum (Haw.) N.E.Br.
- Cerochlamys N.E.Br.
- Chasmatophyllum (Schwantes) Dinter & Schwantes
- Cheiridopsis N.E.Br.
- Circandra N.E.Br.
- Cleretum N.E.Br.
- Conicosia N.E.Br.
- Conophytum N.E.Br.
- Cylindrophyllum Schwantes
- Deilanthe N.E.Br.
- Delosperma N.E.Br.
- Dicrocaulon N.E.Br.
- Didymaotus N.E.Br.
- Dinteranthus Schwantes
- Diplosoma Schwantes
- Disphyma N.E.Br.
- Dracophilus (Schwantes) Dinter & Schwantes
- Drosanthemopsis Rauschert
- Drosanthemum Schwantes
- Eberlanzia Schwantes
- Ebracteola Dinter & Schwantes
- Enarganthe N.E.Br.
- Erepsia N.E.Br.
- Esterhuysenia L.Bolus
- Faucaria Schwantes
- Fenestraria N.E.Br.
- Frithia N.E.Br.
- Gibbaeum Haw. ex N.E.Br.
- Glottiphyllum Haw.
- Gunniopsis Pax
- Hallianthus H.E.K.Hartmann
- Hammeria Burgoyne
- Hartmanthus S.A.Hammer
- Hereroa (Schwantes) Dinter & Schwantes
- Hymenogyne Haw.
- Jacobsenia L.Bolus & Schwantes
- Jensenobotrya A.G.J.Herre
- Jordaaniella H.E.K.Hartmann
- Juttadinteria Schwantes
- Khadia N.E.Br.
- Lampranthus N.E.Br.
- Lapidaria Dinter & Schwantes
- Leipoldtia L.Bolus
- Lemonanthemum Klak
- Lithops N.E.Br.
- Machairophyllum Schwantes
- Malephora N.E.Br.
- Malotigena Niederle
- Marlothistella Schwantes
- Mesembryanthemum L.
- Mestoklema N.E.Br. ex Glen
- Meyerophytum Schwantes
- Mitrophyllum Schwantes
- Monilaria Schwantes
- Mossia N.E.Br.
- Muiria N.E.Br.
- Namaquanthus L.Bolus
- Namibia (Schwantes) Dinter & Schwantes
- Nananthus N.E.Br.
- Nelia Schwantes
- Neohenricia L.Bolus
- Octopoma N.E.Br.
- Oophytum N.E.Br.
- Orthopterum L.Bolus
- Oscularia Schwantes
- Ottosonderia L.Bolus
- Peersia L.Bolus
- Phiambolia Klak
- Pleiospilos N.E.Br.
- Prepodesma N.E.Br.
- Psammophora Dinter & Schwantes
- Rabiea N.E.Br.
- Rhinephyllum N.E.Br.
- Rhombophyllum (Schwantes) Schwantes
- Roosia van Jaarsv.
- Ruschia Schwantes
- Ruschianthus L.Bolus
- Ruschiella Klak
- Saphesia N.E.Br.
- Sarcozona J.M.Black
- Schlechteranthus Schwantes
- Schwantesia Dinter
- Scopelogena L.Bolus ex A.G.J.Herre
- Sesuvium L.
- Skiatophytum L.Bolus
- Smicrostigma N.E.Br.
- Stayneria L.Bolus
- Stoeberia Dinter & Schwantes
- Stomatium Schwantes
- Tanquana H.Hartmann & Liede
- Tetragonia L.
- Titanopsis Schwantes
- Trianthema L.
- Tribulocarpus S.Moore
- Trichodiadema Schwantes
- Vanheerdea L.Bolus ex H.E.K.Hartmann
- Vanzijlia L.Bolus
- Vlokia S.A.Hammer
- Wooleya L.Bolus
- Zaleya Burm.f.
- Zeuktophyllum N.E.Br.